# Gens Furnia
La gens Furnia fue un conjunto de familias plebeyas de la Antigua Roma que compartían el nomen Furnio.

## Miembros
Aunque Dionisio de Halicarnaso menciona a un Cayo Furnio que fue tribuno de la plebe en 445 a. C., Ogilvie lo considera una invención inspirada en el tribunado de la plebe del año 50 a. C. de Cayo Furnio, primer miembro de la gens mencionado en la historia romana y partidario de Marco Antonio. Su hijo homónimo obtuvo el consulado en el año 17 a. C. y fue el primero de su familia en alcanzar tal dignidad. Ya en época Julio-Claudia, fue cónsul Marco Furnio Augurino, sin que se pueda asegurar su pertenencia o no a la familia de los dos precedentes, y Tácito nombra a un Furnio que fue acusado en tiempos de Tiberio de relaciones ilícitas con Claudia Pulcra, pariente de Agripina la Mayor.